# Runenstein von Yttergärde
Der Runenstein von Yttergärde (U 344 oder „Orkestasten“) ist einer der „England-Runensteine“, da er die Wikingerzüge nach dort erwähnt. Er steht neben der Kirche von Orkesta in Vallentuna in Uppland in Schweden. Der Runenstein aus weißem Granit wird auf etwa 1020 n. Chr. datiert. Richard Dybeck (1811–1877), der Dichter der schwedischen Nationalhymne und Altertumsforscher, fand den Runenstein 1868.

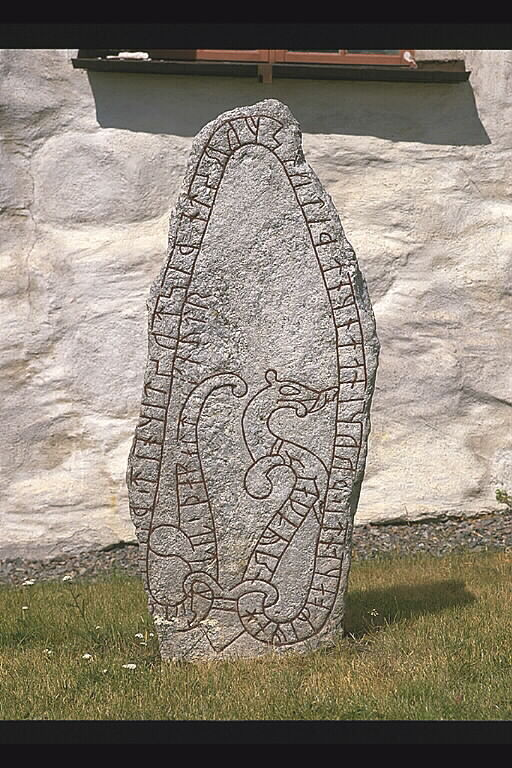
Runenstein von Yttergärde

Der Runenritzer Åsmund Kåresson schrieb:
in ulfr hafiR o||onklati ' þru kialt||takat þit uas fursta þis tusti ka-t ' þ(a) ---- (þ)urktil ' þa kalt knutr.
Übersetzt: „Aber Ulv hat in England drei Gelder (Tribute) eingenommen. Das war das erste, das Toste zahlte. Dann zahlte Torkel. Dann zahlte Knut“. Damit ist der Stein einer der aussagekräftigsten der 30 England-Runensteine (schwedisch Englandsstenarna).
Dem Text fehlt die zeittypische Widmungsformel. Es handelt sich um ein ursprünglich aus zwei Steinen bestehendes Denkmal. Die Widmungsformel stand auf dem im 18. Jahrhundert verloren gegangenen Stein (U 343). Seine Inschrift ist aus einer Zeichnung von Johan Peringskiöld (1654–1720) überliefert: „Karse und [Karlbjö]rn die ließen diesen Stein errichten in Gedenken an Ulv, ihren Vater. Gott helfe seiner [Seele] und Gottes Mutter.“
Der Text des Runensteines U 344 steht in dem mit einer irischen Koppel versehenen Schlangenband und ist linksläufig geritzt, lediglich die letzten drei Wörter und der außerhalb der Schlange stehende Name Knutr sind rechtsläufig mit Wenderunen geschrieben. Da die Inschrift die o-Rune verwendet und punktierte Runen fehlen, kann sie in die erste Hälfte des 11. Jahrhunderts datiert werden. Der historisch belegbare Inhalt des Texts ermöglicht eine noch genauere Bestimmung.
Während der Wikingerzeit (800–1050 n. Chr.) überfielen ab 990 dänische Könige mit dem großen Heer und Kriegern aus allen nordischen Ländern England. Da das Land verwüstet und geplündert wurde, versuchten die Engländer sich den Frieden durch Zahlung so genannter Danegelder zu erkaufen. Im Jahre 991 wurden knapp 4000 kg Silber bezahlt, 994 waren es rund 6000 kg, 1002 knapp 9000 kg, 1007 etwa 30000 kg und 1012 knapp 18000 kg. 1016 hörten die Wikingerzüge England betreffend auf, da der dänische König Knut das Land erobert hatte. Im Jahre 1018 zahlte Knut seinen Hilfstruppen einen Sold von über 30.000 kg Silber, das höchste und letzte Danegeld. Bei dem auf dem Yttergärde-Stein erwähnten „Knut“ handelt es sich folglich um den König von Dänemark und England.
Der zweite genannte Wikingerführer war wahrscheinlich „Torkel der Hohe“, der Häuptling der Jomswikinger, der zwischen 1009 und 1012 an Wikingerzügen beteiligt war. Die Jomswikinger waren ein Söldnerbund aus verschiedenen Volkszugehörigkeiten.
Im Gegensatz zu Torkel und Knut wird Toste, der das erste Danegeld an Ulv zahlte, in der angelsächsischen Chronik nicht erwähnt. Wahrscheinlich ist er jener schwedische Wikingerführer, den Snorri Sturluson in der Heimskringla erwähnt: „Toste war der Name eines Mannes in Schweden, einer der mächtigsten und angesehensten Männer in jenem Land, der keinen Titel von Rang hatte. Er war ein sehr großer Krieger und verbrachte lange Zeit auf Feldzügen in Übersee. Er wurde Sköglar-Toste (Valkyren- bzw. Schlachten-Toste) genannt.“ Toste war Vater von Sigrid Storråda, die mit dem dänischen König Sven Gabelbart und dem schwedischen König Erik Segersäll (gest. 995) verheiratet gewesen sein soll. Die angelsächsische Chronik erwähnt ihn zwar nicht, aber für das Jahr 991 werden Olav I. Tryggvason, Gudmund und Justin als Wikingerführer genannt. Man nimmt heute an, dass es sich beim Namen Justin um einen Fehler in der Überlieferung handelt, es müsste eigentlich Tusti heißen. Auch an späteren Wikingerzügen dürfte Toste als Befehlshaber von Sven Gabelbarts schwedischen Hilfstruppen im Jahre 1003 beteiligt gewesen sein. Naheliegend ist daher, dass Ulv aus Borresta im Dienst des schwedischen Häuptlings Toste zwischen 1003 und 1016 auf Wikingfahrt ging.
Ulv trat auch als Runenmeister in Erscheinung: Ein Stein von Orkesta (U 336), von Lundby (U328) und zwei Steine von Risbyle (U 160 und U 161) werden ihm zugeschrieben, einer der Risbyle-Steine trägt sogar seine Signatur.